# 20.° Infantería de Carolina del Norte

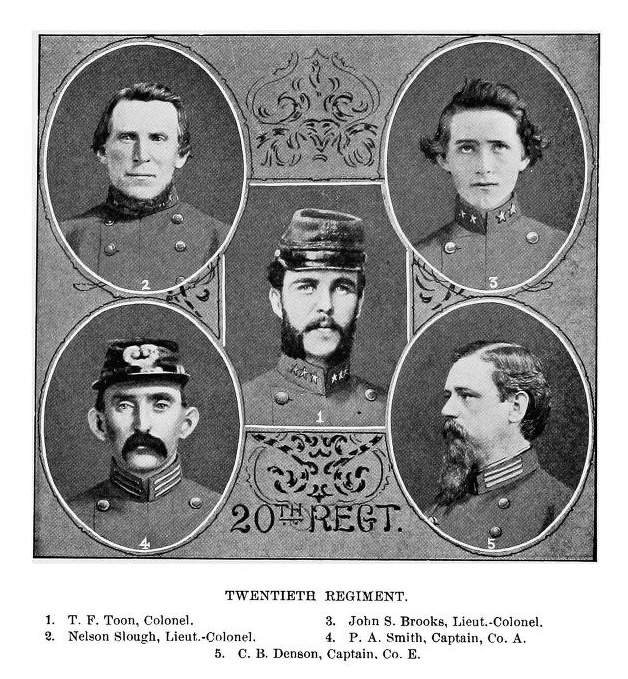
Oficiales de la vigésima infantería de Carolina del Norte

El 20º de Infantería de Carolina del Norte era un regimiento de infantería del Ejército de los Estados Confederados. Formó parte del ejército del norte de Virginia durante la mayor parte de la guerra.

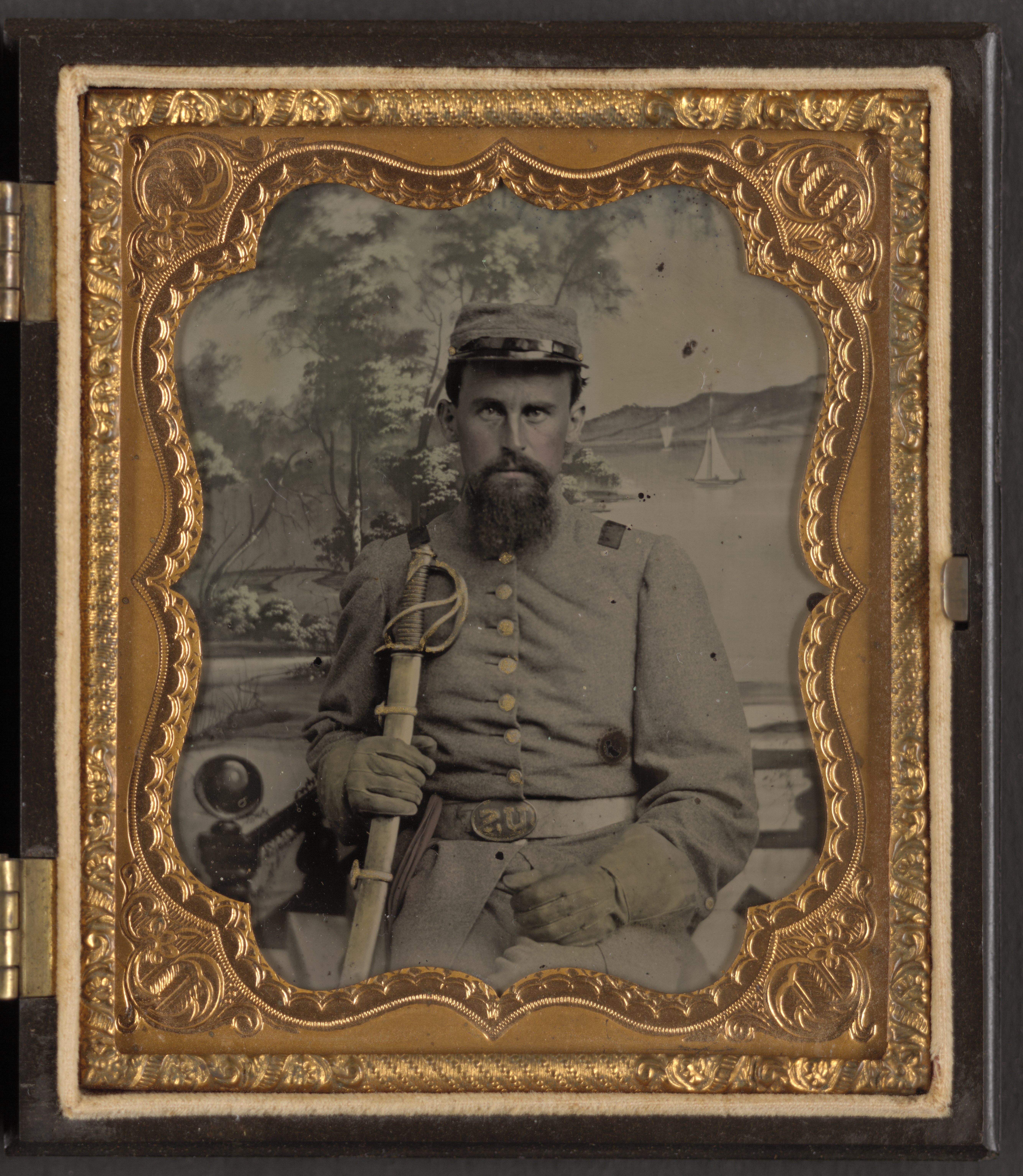
Teniente Robert Pryor James de Co. E, 20o Regimiento de Infantería de Carolina del Norte

## Historia
El regimiento se organizó en Smithfield y Fort Caswell, Carolina del Norte, en junio de 1861. Sus compañías fueron reclutadas en los condados de Brunswick, Columbus, Cabarrus, Duplin y Sampson. Alfred Iverson, Jr. fue el primer coronel del regimiento, con Frank Faison como teniente coronel y William H. Toon como mayor. Primero fue asignado a tareas de guarnición en las áreas costeras de Carolina del Norte antes de ser transferido a la brigada de Samuel Garland, Jr., la división de D. H. Hill del Ejército de Virginia del Norte en junio de 1862. Luchó en la Campaña de la Península y la Campaña de Maryland. Tras la herida mortal de Garland en la Batalla de South Mountain, Iverson fue ascendido a general de brigada y tomó el mando de la brigada.
En la primavera de 1863, el capitán Thomas F. Toon fue ascendido a coronel del regimiento. En la batalla de Chancellorsville, resultó herido, por lo que el teniente coronel Nelson Slough estuvo al mando del regimiento en la batalla de Gettysburg. T. F. Toon se recuperó a tiempo para volver al mando de la Campaña de Overland. El regimiento se destacó con el resto del Segundo Cuerpo en el Valle de Shenandoah durante el verano y el otoño de 1864.
El regimiento regresó al resto del Ejército del Norte de Virginia en marzo de 1865 y participó en la Campaña de Appomattox. Se rindió en Appomattox Courthouse el 9 de abril, quedando cuatro oficiales y 71 soldados en el regimiento.